# 宮崎駿の雑想ノート
『宮崎駿の雑想ノート』（みやざきはやおのざっそうノート）は、漫画家・アニメ監督の宮崎駿による、イラストエッセイ及びマンガである。後にラジオドラマ化もされている。
アニメ制作の合間に模型雑誌『月刊モデルグラフィックス』に不定期連載されたもので、作者の趣味である軍事関係の船舶、航空機、戦車等を題材にしている。全13話。

## 作品概要
- 連載誌 - 『月刊モデルグラフィックス』（大日本絵画）
  - 掲載されたうち「豚の虎」のみ、『雑想ノート』初版出版時の描き下ろし（執筆は1992年10月から11月）。
- 連載期間 - 1984年11月号 - 1990年5月号、不定期、全13回
- ページ数 - 各回3ページから5ページ。

連載初期はイラストのまわりに文章が書かれたエッセイ形式だったが、段々とページの一部がマンガとして描かれるようになり、第9話の後半からは全ページがマンガとして描かれるようになった。絵は鉛筆と透明水彩で描かれている。題材は、史上初の装甲艦同士の対決、特設監視艇となったオンボロ漁船、ポルシェ博士が作ったティーガー戦車Pなどである。雑想の言葉通り、全編にわたって史実とは異なる創作が巧妙に混ぜられている一方、明らかな間違いである記述も存在する。
キャラクターは欧米が舞台の場合、擬人化された動物が使われており、おおむねイギリス人が犬（『名探偵ホームズ』と同デザイン）、アメリカ人がゴリラ、ドイツ人が豚とされている。また「豚の虎」と続編「ハンスの帰還」、「泥まみれの虎」ではドイツ人同様、ソ連人が豚として描かれている。一方、日本や中国を題材にした作品では普通の人間である。また、前述の欧米を扱ったパートでも、非戦闘員など人物によっては普通の人間を用いる場合がある。
宮崎駿は「雑想ノート」以前に、東京ムービーのファン誌に『ぼくのスクラップ』を連載していた。これは初期の「雑想ノート」に似たスタイルで書かれたイラストエッセイである。このエッセイを見た大塚康生（宮崎駿の先輩アニメーター）が、『月刊モデルグラフィックス』誌の創刊時に連載を持ちかけた。
1998年に『宮崎駿の妄想ノート』というタイトルで連載が再開、オットー・カリウスの戦記を漫画化した「泥まみれの虎」が描かれ「豚の虎」の続編「ハンスの帰還」を収録して2002年に出版された。

## 作品一覧
| サブタイトル         | ラジオドラマの出演者 | ラジオドラマの話数 放送日          | ラジオドラマのCD化作品ナンバー | 主要登場兵器                     |
| -------------------- | -------------------- | ---------------------------------- | ------------------------------ | -------------------------------- |
| 知られざる巨人の末弟 | 佐野史郎             | 第5話 1995年12月24日・31日         | #1                             | WP-30重空中戦艦                  |
| 甲鉄の意気地         | 名古屋章             | 第7話 1996年1月21日・28日          | #7                             | 装甲艦モニター、メリマック       |
| 多砲塔の出番         | 桃井かおり           | 第6話 1996年1月7日・14日           | #6                             | 悪役1号                          |
| 農夫の眼             | 天本英世             | 第8話 1996年2月4日                 | #10                            | ポテーズ540                      |
| 竜の甲鉄             | 峰竜太               | 第9話 1996年2月11日・18日          | #2                             | 定遠級戦艦                       |
| 九州上空の重轟炸機   | 春風亭柳昇           | 第3話 1995年12月3日・10日          | #12                            | マーチン139W                     |
| 高射砲塔             | 大竹しのぶ           | 第2話 1995年11月19日・26日         | #4                             | リュースバルク市の高射砲塔       |
| Q.ship               | 松尾貴史             | 第4話 1995年12月17日               | #10                            | Qシップ                          |
| 特設空母安松丸物語   | 三木のり平           | 第10話 1996年2月25日・3月3日       | #8                             | 特設空母安松丸、九六式艦上攻撃機 |
| ロンドン上空1918年   | 谷啓                 | 第11話 1996年3月10日・17日         | #9                             | ツェッペリン・シュターケンR-IV   |
| 最貧前線             | イッセー尾形         | 第1話 1995年11月5日・12日          | #3                             | 特設監視艇吉祥丸                 |
| 飛行艇時代           | -                    | -                                  | -                              | サボイアS.21試作戦闘飛行艇       |
| 豚の虎               | -                    | -                                  | -                              | ポルシェティーガー               |
| ハンスの帰還         | 西田敏行             | 第12話 1996年3月24日・31日・4月7日 | #11                            | IV号戦車J型                      |

## 主な登場人物
悪役大佐
『多砲塔の出番』の悪役で豚の軍人。自身が開発した『悪役1号』が破壊された後、第5回、第7回の終盤で自身を主人公にした作品のスポンサーを募集している。

ハンス整備兵長
『ロンドン上空1918年』、『豚の虎』、『ハンスの帰還』に登場する若きドイツ軍整備兵長。ただし『ロンドン』と『豚の虎』以降のハンスは同名だが別時代の人物で整備対象も航空機と戦車に分かれている。眼鏡をかけている、背が低く小太り、窮地に陥ると『ママー!』と叫ぶ、本来前線に出る必要がないのにドランシに引っ張られ弾丸が飛び交う中で整備をする、というのが共通設定。

ドランシ大尉
『ロンドン上空1918年』、『豚の虎』、『ハンスの帰還』に登場するベテランドイツ軍人。ハンス同様『ロンドン』と『豚の虎』以降のドランシは別時代の人物。『安松丸物語』に登場する航空隊指揮官をリファインしたキャラクター。名前はドイツ語ではなく、日本語の「ど乱視」のもじり。口髭、非常に強引な性格が共通しており、ハンスなど周囲を戦場に引っ張っていく。つきあいは一生続いた。

ローザ
『ハンスの帰還』に登場するヒロインの少女(人間)。ベルリン近郊で祖母と飼い犬のグスタフと共に暮らしていたがソビエト軍の侵攻が迫った矢先、逃走してきたハンス、ドランシと共に自宅前に放棄されていたIV号戦車J型で家族と共にアメリカ軍の勢力圏へ向け旅をすることになる。非常に学習能力が高く砲撃の回避方法を一回経験しただけで実践してしまった。

オットー・カリウス
『泥まみれの虎』の主人公にして原作者。制作にあたって宮崎駿は物語の舞台であるエストニア・ナルヴァの古戦場とカリウス本人のもとを訪れている。

宮崎駿
作者。『九州上空の重轟炸機』において幼少期の自画像以外は豚に擬人化して制作中の愚痴をこぼす形で登場。

## 派生作品
- （制作中止）1985年に「多砲塔の出番」を『突撃!アイアンポーク』としてOVA化する企画が進行したが、諸事情により中止された。監督に押井守が予定されていた[4]。
- 1992年に「飛行艇時代」が『紅の豚』として映画化された。
- 1994年、『風の谷のナウシカ』の最終回が掲載された『アニメージュ』1994年3月号表紙を「ハンスの帰還」をベースにしたイラストが掲載された。ただし、作品同様に少女（ローザ）、と老婆（祖母）が搭乗したイラストを掲載する予定だったが、宮崎いわく少女が「戦車に乗ってるのに顔が爽やかすぎてカマトトになってしまう」とされ、少女は成年女性に、老婆はハンスたちと同じ豚の戦車兵に差し替えられて掲載された[5]。
- 1995年 - 1996年にラジオドラマ化されニッポン放送で放送された。ラジオドラマ化されたのは、先述の#作品一覧に示した11話に『宮崎駿の妄想ノート』より「ハンスの帰還」（西田敏行）を加えた全12話。主に主役の一人語りで話が進行する。BGMは、脚本家の推薦によりカテリーナ古楽合奏団が作成した。1996年に徳間ジャパンコミュニケーションズより、サウンドトラックも含めて全編がCD化された。放送期間は1995年11月5日 - 1996年4月7日、放送日時は毎週日曜 21:00 - 21:30。
- 「多砲塔の出番」に登場する架空の多砲塔戦車「悪役1号」が、有限会社タスカモデリズモから1/72スケールでプラモデル化されている[6]。
- 2013年の映画『風立ちぬ』の劇中において、「知られざる巨人の末弟」に登場するWP-30重空中戦艦のモデルとなったユンカース G.38の映像化が実現した。
- 2019年に『最貧前線』が脚本に井上桂、演出に一色隆司という陣容で舞台化され、水戸美術館ACM劇場で上演された[7]。主な出演者は内野聖陽、風間俊介、溝端淳平など。また、これより前の2016年に埼玉県立川越高等学校の演劇部が『最貧前線』を原作にした脚本で全国大会に出場している[8]。